# Antonio Pérez (staatsman)

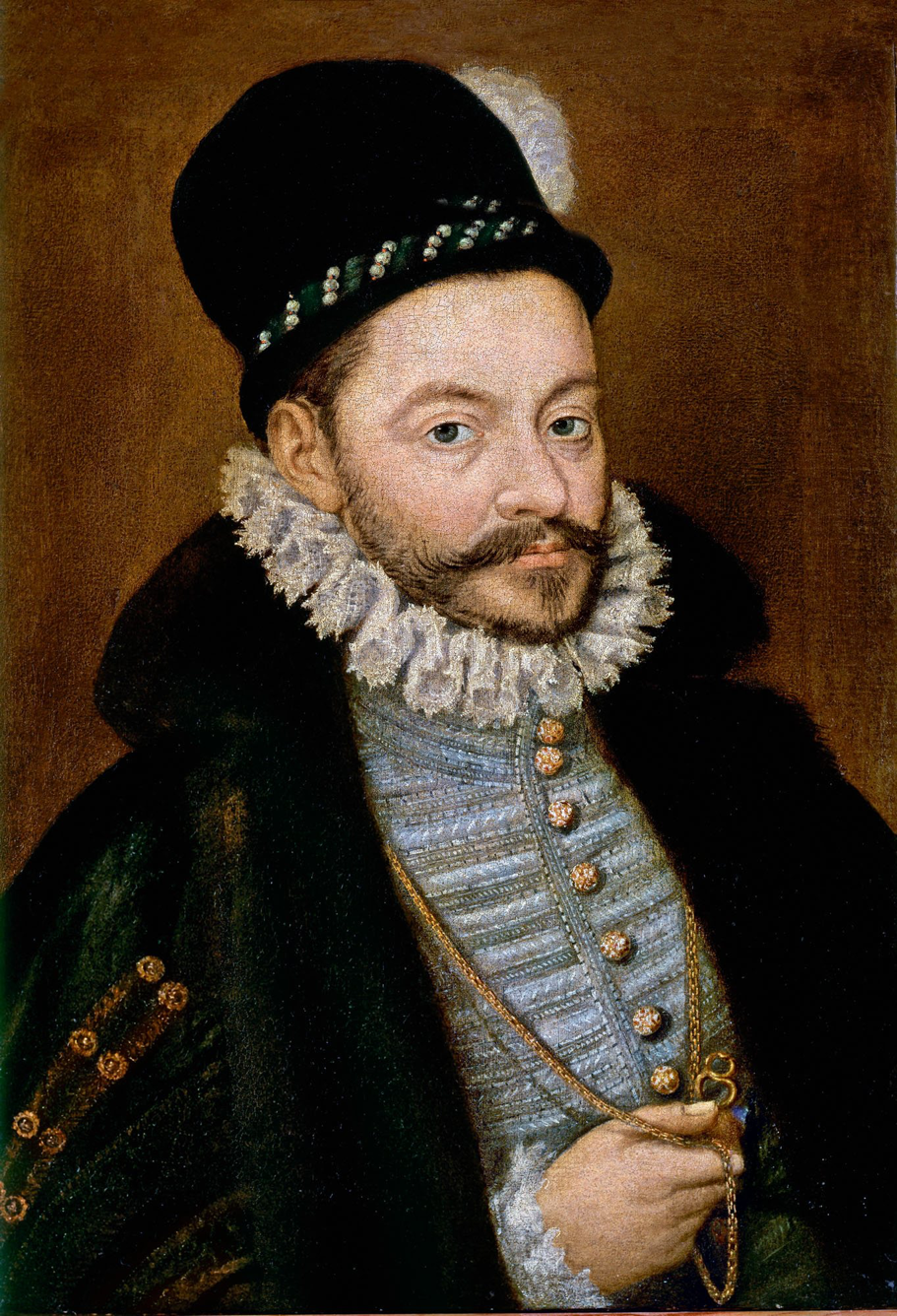
Portretschilderij door Alonso Sánchez Coello (ca. 1570). Hospital de Tavera, Toledo.

Antonio Pérez (Madrid (?), ca. 1540 – Parijs, 3 november 1611) was een Spaans staatsman en auteur. Vanaf 1567 was hij een invloedrijke staatssecretaris van koning Filips II. Hij viel in 1579  in ongenade naar aanleiding van de moord op Juan de Escobedo, de secretaris van zijn medestander Don Juan van Oostenrijk, vermoedelijk gepleegd in opdracht van Pérez en met medeweten van de koning. Hij werd in 1585 veroordeeld wegens schending van vertrouwelijkheid en manipulatie van briefwisseling. Vijf jaar later bekwam de familie van Escobedo uiteindelijk een doodvonnis tegen Pérez, maar hij wist te ontsnappen naar Aragon. Pogingen om hem voor de Inquisitie te brengen, lokten er een opstand uit. Toen die faalde, ontkwam hij opnieuw en begon hij een ballingenleven aan het Franse en Engelse hof, waar hij allerlei onthullingen deed over Filips II, die bijdroegen aan de creatie van de Zwarte Legende. Na de vrede met Frankrijk in 1598 en met Engeland in 1604, taande zijn ster. Hij stierf arm en vergeten in Parijs.

## Leven

### Jonge jaren
Antonio Pérez was een buitenechtelijke zoon van de geestelijke Gonzalo Pérez (1500-1566) en Juana Escobar y Tobar. Zijn vader was secretaris van de Raad van State onder van keizer Karel V en koning Filips II, en vertaler van de Odyssee. Hij liet Antonio wettigen door een keizerlijk diploma uitgevaardigd op 1 april 1542. Er gingen ook geruchten dat hij in feite een zoon was van Ruy Gómez de Silva, vorst van Eboli. 
Zijn jeugd bracht Antonio Pérez door in het dorp Val de Concha in Guadalajara, dat toebehoorde aan de vorst van Eboli. Hij studeerde uitgebreid aan de universiteiten van Alcalá, Leuven, Venetië, Padua en Salamanca. Hij leerde vloeiend Frans en vooral Italiaans. Terug in Spanje raakte hij betrokken in de factiestrijd aan het hof. Opmerkelijk genoeg steunde hij niet zoals zijn vader de oorlogspartij van Alva, de zogenaamde castellanisten, maar behoorde hij eerder tot het papisten van Eboli, die de roomse invloed genegen waren en de Opstand in de Nederlanden pragmatischer wilden aanpakken.

### Staatssecretaris van Filips II

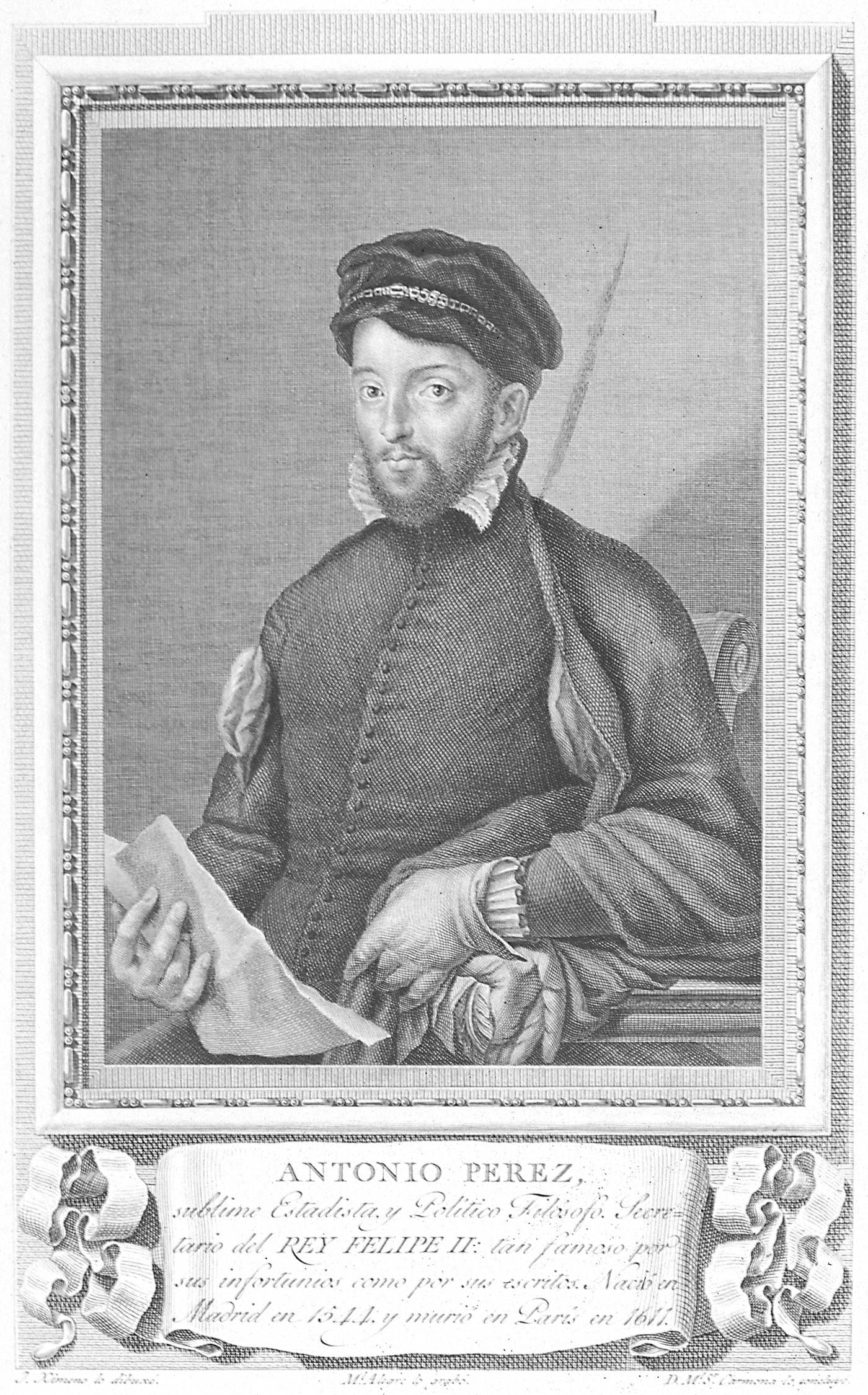
Antonio Pérez in gravure uit 1791, Nationale Bibliotheek van Spanje, Madrid

Na de dood van zijn vader in april 1566 volgde Antonio Pérez hem op als staatssecretaris ad interim. De koning had enige twijfels over hem en wachtte met de definitieve benoeming tot 17 juli 1567. Pérez moest het staatssecretariaat delen met Gabriel de Zayas. Hij was alleen verantwoordelijk voor Italië, met inbegrip van de pauselijke staten, terwijl Zayas de staten ten noorden van de Pyreneeën en de Alpen kreeg. Op 1 januari 1568 trouwde Pérez, niet zonder druk van buitenaf, met de Portugese edelvrouw Juana de Coello, met wie hij al een kind had.
Zeker vanaf 1572 woog Pérez sterk op de besluitvorming van koning Filips II. Hij beheerste de Italiaanse politiek en na de aanstelling van zijn medestander Don Juan van Oostenrijk tot landvoogd van de Spaanse Nederlanden in 1576 verwierf hij ook invloed op het beleid in deze opstandige gewesten. Met de prinses van Eboli, die net weer aan het hof verscheen na drie jaar rouw om de dood van haar man, maakte hij front tegen de oorlogspolitiek van Alva.

### Moord op Escobedo
Na drie mislukte vergiftigingspogingen werd koninklijk secretaris Juan de Escobedo op 31 maart 1578 vermoord in Madrid. De zes overvallers wisten te ontkomen. Escobedo behoorde tot de papisten en werkte op dat moment met de prinses van Eboli en Antonio Pérez aan een plan om Don Juan, na de pacificering van de Nederlanden, door een militaire expeditie op de troon van Engeland te brengen. Filips II was dit plan niet ongenegen. Tegelijk waren er allerlei intriges gaande. Er lijkt sprake te zijn geweest van een dreigement van Escobedo aan de koning te onthullen dat Pérez en Eboli bepaalde brieven van Don Juan achterhielden voor hem. Mogelijk heeft Pérez dit kunnen voorkomen door de koning te overtuigen dat een politieke moord nodig was omdat Escobedo de kwade genius was die Don Juan slechte ideeën influisterde. Hoewel er over de motieven en over de betrokkenheid van de koning geen zekerheid is, lijkt er sprake te zijn geweest van stilzwijgende goedkeuring of minstens van medeweten. De daders bleven op vrije voeten en ook Pérez werd beschermd. Ongetwijfeld op last van de koning bewoog Pazos, president van de Raad van Castilië, Pedro de Escobedo en Mateo Vázquez tot het intrekken van hun aanklachten. De dood van Don Juan leek de zaak helemaal te bekoelen, tot andere familieleden van Escobedo zich manifesteerden. Pérez begreep dat het lastig werd. Hij begon aan te sturen op een vertrek en uitte bedekte dreigementen tegen Filips II. Omdat de situatie oncontroleerbaar dreigde te worden, haalde de koning Granvelle naar Madrid om orde op zaken te stellen. Op 28 juli 1579, een dag na zijn komst, werden Pérez en de prinses van Eboli opgesloten.

### Vervolging en doodvonnis

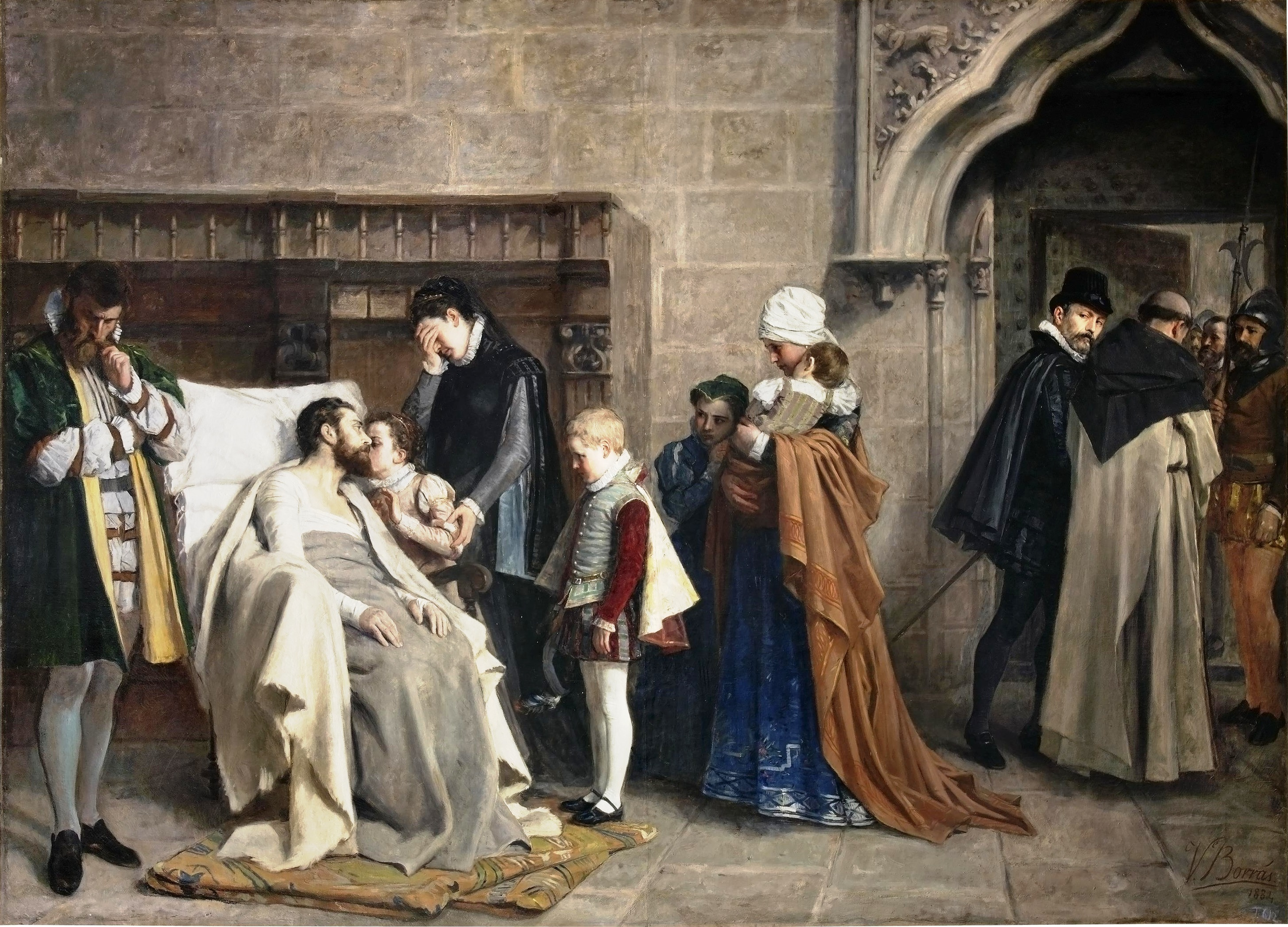
Antonio Pérez ontvangt zijn gezin na de foltering, werk van Vicente Borrás y Mompó in 1884 (Prado Museum), Madrid.

Na vier maanden gevangenschap werd het Pérez wegens ziekte toegestaan terug te keren naar zijn woning aan de Plaza del Cordón onder huisarrest. Opmerkelijk genoeg behield hij zijn ambt en bleef hij akten ondertekenen, al nam Juan de Idiáquez veel verantwoordelijkheden over. Hij kon zich ook bewegen en ging zelfs naar het theater. Het onderzoek tegen hem ging echter voort en kwam in 1584 in een versnelling. Hij werd weer opgesloten in het kasteel van Turégano en op 23 maart 1585 volgde zijn veroordeling wegens schending van staatsgeheimen en manipulatie van briefwisseling. Hij kreeg twee jaar gevangenis, tien jaar verbanning uit het hof en een boete van twintigduizend dukaten. Ook werd hij geschorst uit zijn ambt. Alle vertrouwelijke documenten in zijn bezit – naar verluidt dertig kisten – werden in beslag genomen en hij moest de ontvangen omkoopgelden restitueren. Zijn vrouw en kinderen werden als medeplichtigen opgesloten. 
Circa 1586-1587 kwam Pérez vrij en keerde hij terug naar Madrid. Door de vasthoudendheid van de zoon van Escobedo moest hij in 1589 alsnog terechtstaan voor moord. Hij werd op de pijnbank gelegd en bekende na acht keer draaien. Daarmee was hij vrijwel zeker dat hem de doodstraf wachtte.

### Vlucht naar Aragon

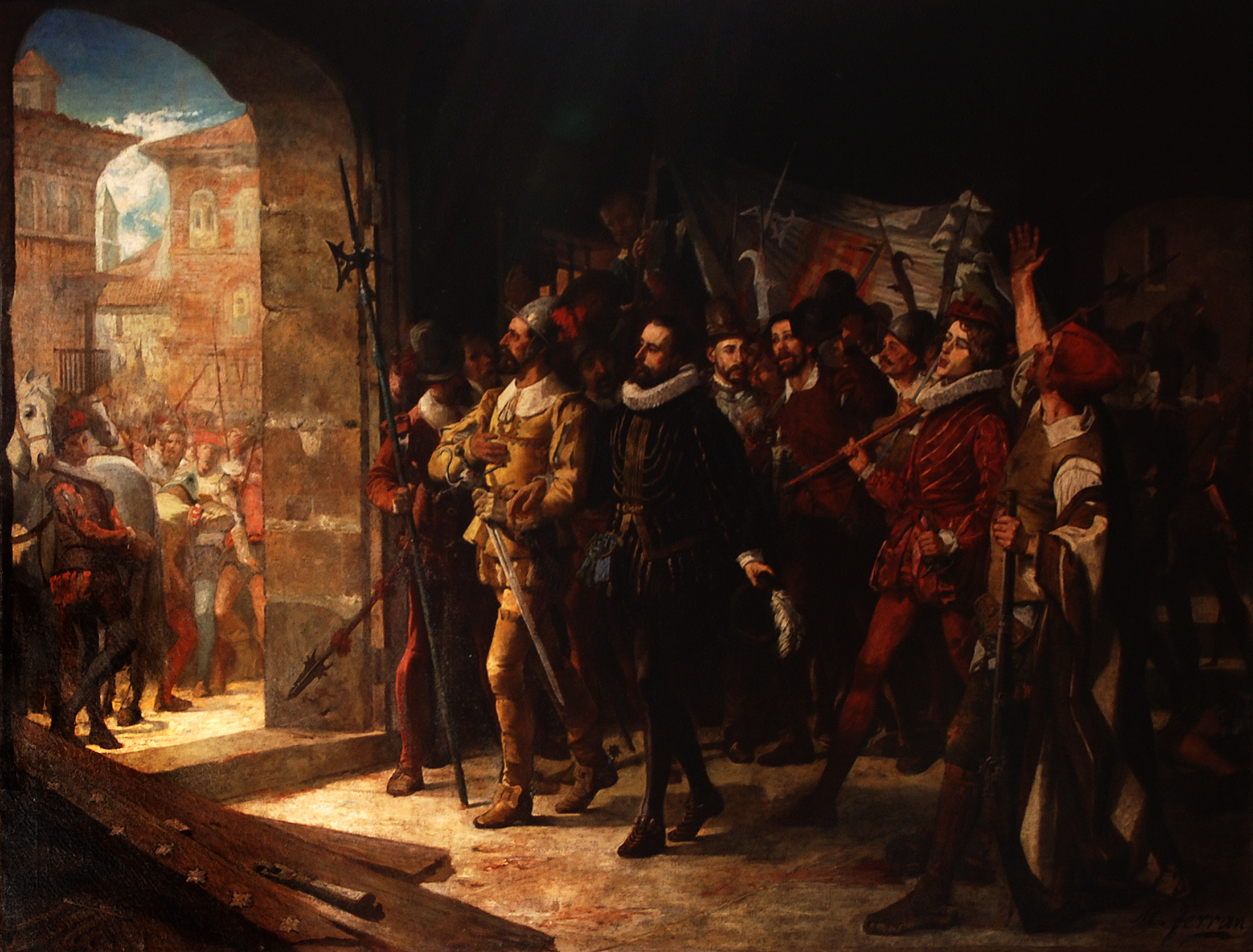
Antonio Pérez werd in 1591 vrijgelaten door het Aragonese volk.

Op 19 april 1590 wist Pérez te ontsnappen uit zijn Madrileense gevangenschap. Hij vluchtte van Castilië naar het koninkrijk Aragon, vanwaaruit hij een onderdanige brief aan de koning richtte. Hij vestigde zich in Calatayud in het dominicaanse Sint-Pieter-de-Martelaarklooster en beriep zich op het "privilege van manifestatie" [es], waardoor de Justicia Mayor van Aragon hem aan het koninklijk gerecht kon onttrekken. Vervolgens begaf hij zich naar Zaragoza voor de detentie in het cárcel de manifestados, die samenhing met dit privilege. 
Deze ontwikkelingen brachten verzoening niet dichterbij. Bij vonnis van 1 juli 1590 werd Pérez veroordeeld tot de dood door ophanging, na eerst door de straten te zijn gesleept. Zijn goederen werden geconfisqueerd. De koning meende het Aragonese privilege te kunnen omzeilen door Pérez op puur politieke gronden te beschuldigen van ketterij (meer bepaald godslastering en verstandhouding met de hugenoten) en de Inquisitie op hem af te sturen. Op 24 mei 1591 werd hij overgebracht naar de inquisitie-gevangenis in de Aljafería. Met toestemming van opperrechter Juan de Lanuza y Perellós haalden opstandige Zaragonezen Filips' vertegenwoordiger, de markies van Almenara, uit zijn huis. Enkele weken later was hij dood. Op 24 september 1591 brak er weer oproer uit in de stad en forceerde de menigte de terugkeer van Pérez naar het cárcel de manifestados. De koninklijke opdracht om dit vier dagen later ongedaan te maken, werd gepareerd door een volksopstand die Pérez bevrijdde. Hij dook onder bij een bevriende edelman en stak in de nacht van 23 op 24 november de Pyreneeën over, verkleed als herder en gedragen door twee dienaren. Ondertussen sloeg Alonso de Vargas aan het hoofd van een groot leger de Aragonese Altercación neer.

### Ballingschap

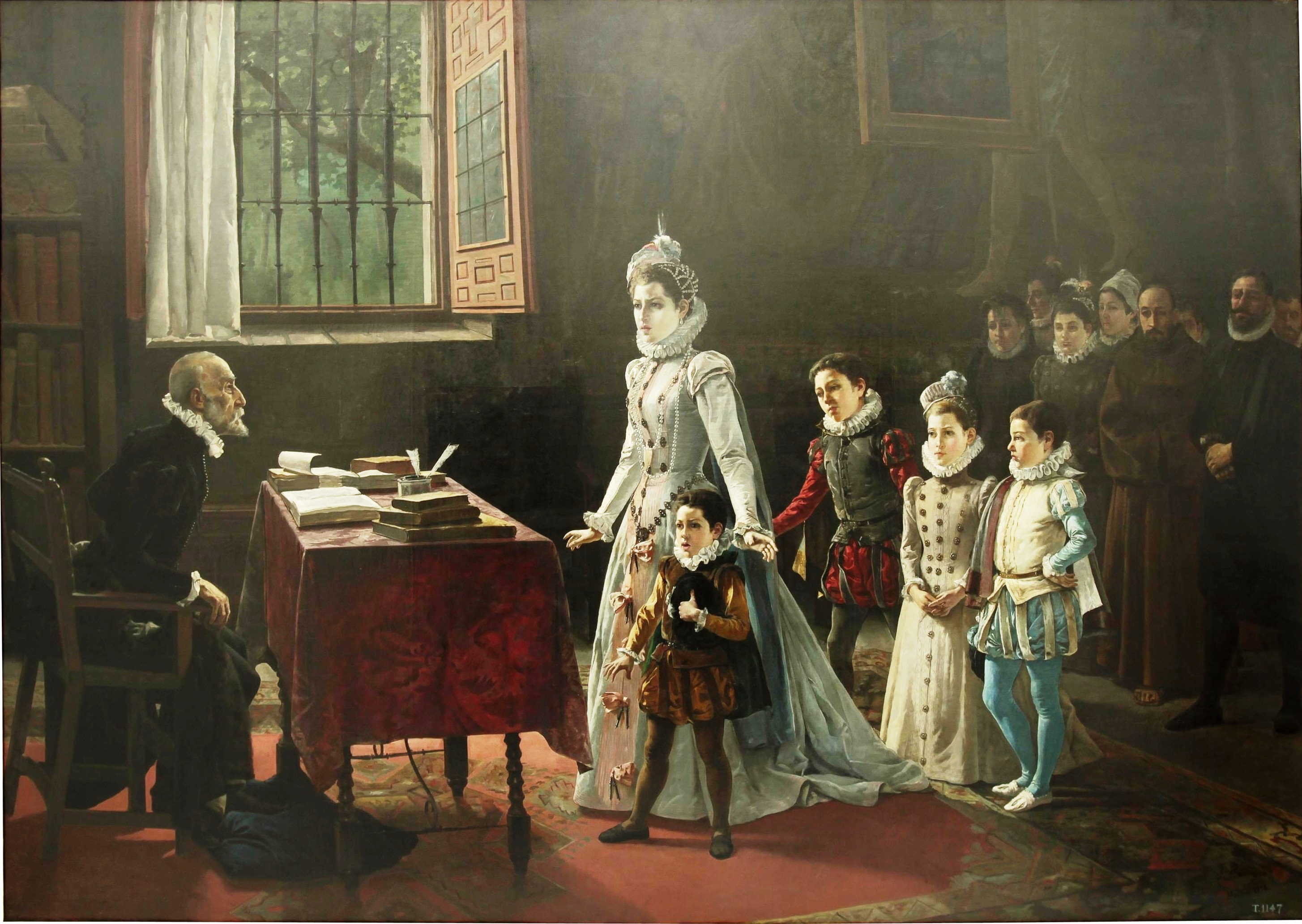
De kinderen van Antonio Pérez vóór Rodrigo Vázquez (Prado Museum), Madrid.

Voor Pérez begon nu een ballingenleven, gescheiden van zijn vrouw en kinderen, in het teken van de strijd tegen Filips II. Weliswaar werd hij op 20 oktober 1592 bij verstek opnieuw ter dood veroordeeld door de inquisitie, onder meer op grond van zijn Joodse afstamming en zijn vermeende homoseksualiteit, maar dit kon hem niet meer deren. Eerst had hij asiel gevonden in Pau aan het hof van Catherina van Bourbon, regentes van de Béarn. Met haar financiële steun publiceerde hij in december 1591 het relaas van zijn recente avonturen, al is de verschijningsplaats van deze Pedaço de historia niet bekend. Het was bedoeld om Aragonese steun te werven voor een inval in Spanje, maar die bleef uit en het invasielegertje was hoe dan ook veel te gering.
Met zijn charme en welsprekendheid maakte Pérez zich geliefd aan de hoven van Hendrik IV van Frankrijk en Elizabeth I van Engeland. Protestanten hoorden hem graag vertellen over zijn koninklijke vijand. De onthullingen waren natuurlijk enigszins aangedikt en ook de documenten die hij had meegebracht vervalste hij waar nuttig. Direct politiek voordeel leverden de onthullingen nauwelijks op voor de anti-Spaanse politiek, maar Pérez' persoon en geschriften waren symbolisch belangrijk en ze gaven mee vorm aan het beeld dat ontstond van Filips II. Van begin 1592 tot 1 de zomer van 1595 verbleef hij in Engeland. Gedurende anderhalf jaar was hij te gast bij graaf Robert Devereux, bij wie hij katholieke missen mocht bijwonen en kennis maakte met de jonge Francis Bacon. Hij hielp Devereux spioneren in Italië. Een andere residentie van Pérez was Eton College in Londen. Voor 1596 plande hij mee een aanval van de Engelse vloot op Cádiz.
Tegen dan woonde Pérez al in Parijs, op uitnodiging van koning Hendrik IV, die hem in dienst nam als raadsheer. Ondanks de waardering van de koning en van de hovelingen, genoot hij nooit het volledige vertrouwen. In 1598 stierf Filips II en maakte de Vrede van Vervins een einde aan het Frans-Spaanse conflict. Hendrik IV vroeg de nieuwe koning Filips III om gratie voor Pérez, maar alleen zijn gezin kreeg die. Gestaag slonk zijn vermogen en na de dood van zijn beschermheer Hendrik IV in 1610 leefde hij vrij armoedig. Hij werd begraven in het Parijse celestijnenklooster.
Op aandringen van zijn familie werd Pérez postuum gerehabiliteerd door de Spaanse Inquisitie, die haar doodvonnis op 16 juni 1615 herriep. Toen zijn zoon Gonzalo deze uitspraak enthousiast liet afficheren door heel Zaragoza, werd hij zelf vervolgd. Hij zat enkele dagen gevangen en moest vluchten naar Castilië.

## Relaciones
In zijn Relaciones gaf Pérez onder het pseudoniem Peregrinos (pelgrim) een gedetailleerd relaas van de gebeurtenissen in Madrid en Aragon. Hij presenteerde zich daarbij als een trouwe dienaar van de vorst, hoewel hij niet naliet hem te bekritiseren, bijvoorbeeld waar het de terechtstelling van Lanuza betrof. Het boek kreeg in 1596 een Nederlandse vertaling door Joost Byl, conrector van de Latijnse school van de Staten-Generaal. Hij voegde eigen commentaar toe tussen de tekst van Pérez, die er een ware aanklacht van maakte tegen de Spanjaarden in het algemeen en tegen hun koning in het bijzonder. Zo droeg Pérez onbedoeld bij aan de Zwarte Legende die in die tijd rond de Spanjaarden werd gecreëerd.

## Receptie
In de 19e eeuw inspireerde het levensverhaal van Pérez diverse Spaanse historieschilders, zoals Manuel Ferrán (1864), Vicente Borrás y Mompó (1884) en José Bermudo Mateos (1892).
De Duitse toneelschrijver Karl Gutzkow gebruikte het materiaal in zijn drama Philipp und Pérez (1872), dat nogal afwijkt van de historische realiteit.
Het vertrekpunt van Antonio Gala's roman El pedestal de las estatuas (2007) is een (fictief) manuscript van Pérez over de moord op Escobedo. Het volgende jaar verscheen de film La conjura de El Escorial van Antonio del Real over de moord.

## Publicaties
- Un pedaço de historia de los sucedido en Çaragoça de Aragon, à 24 de septiembre, de l'año de 1591 (1591)
- Relacion de las prisiones y aventuras de Antonio Perez (1593)
- Pedaços de Historia o Relaçiones (1594)
- Cort begryp vande stucken der gheschiedenissen van Antonio Perez (1596)
- Relaciones de Antonio Pérez, Secretario de Estado (1598)
- Cartas de Antonio Perez, Secretario de Estado (1598)
- Segundas cartas de Ant. Perez. Más los Aphorismos dellas, sacados por el curioso que sacó los de las primeras (1603)
- Las obras y relaciones (1654)

## Uitgaven
- Fragmentos del archivo particular de Antonio Pérez, secretario de Felipe II, ed. Ángel González Palencia, 1922
- A Spaniard in Elizabethan England. The Correspondence of Antonio Pérez's Exile, ed. Gustav Ungerer, 2 dln., 1974-1976
- Relaciones y cartas, ed. Alfredo Alvar Ezquerra, 2 dln., 1986